# 絞殺植物

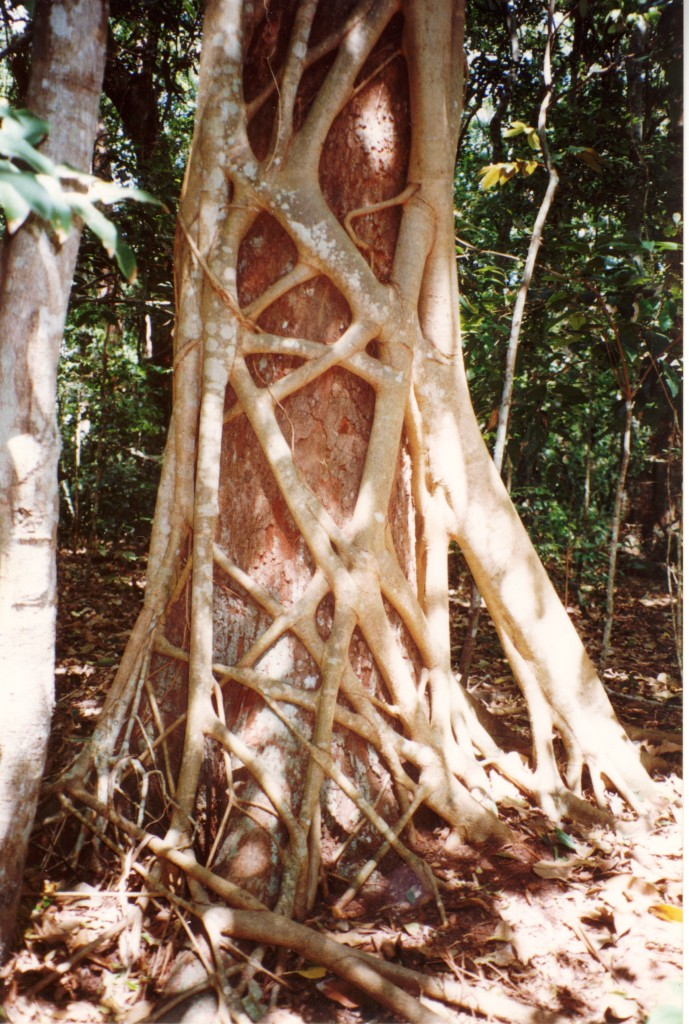
澳大利亚一株長在Syzygium hemilampra之上的Ficus watkinsiana。

绞杀植物，又名殺手樹，指一种植物以附生来开始它的生长，然后通过根茎的成长成为独立生活的植物，并采用挤压、攀抱、缠绕等方式盘剥寄树营养，剥夺寄树的生存空间，从而杀死寄树。這些绞杀植物主要為生長於热带及亞熱帶的植物物種，介于藤本植物和附生植物之间，生活在热带雨林中。它們主要包括部分榕亞屬的物種，以及其他不相關的攀緣植物。
绞杀植物的生長習慣相信是源於對在黑森林這種對光線爭奪非常激烈的生長環境的一種適應。

## 物種

### 榕屬
當中榕屬的物種包括以下各物種：
- Ficus aurea（英语：Ficus aurea）, 也被稱為「佛羅里達絞殺榕」。
- 孟加拉榕 Ficus benghalensis
- 草原榕 Ficus burtt-davyi（英语：Ficus burtt-davyi）
- Ficus citrifolia（英语：Ficus citrifolia）
- Ficus craterostoma（英语：Ficus craterostoma）
- 斜叶榕 Ficus tinctoria
- 澳洲大葉榕 Ficus macrophylla（英语：Ficus macrophylla）
- Ficus obliqua（英语：Ficus obliqua）
- 黄葛树 Ficus virens
- Ficus watkinsiana（英语：Ficus watkinsiana）

這些物種有時在科普文獻會被稱為「绞杀榕」，具體物種要視乎內文的前文後理，例如：描述的地點來推斷。

### 其他
其餘物種尚有：五加科的鸭脚木属、漆树科的某些种属等。在其它区域如亚热带和温带森林中绞杀植物的种类和个体数量，均远远少于热带雨林。

## 绞杀过程
- 寄生：绞杀植物的幼苗附生于“寄树”上。
- 共生：绞杀植物通过长出网状气生根系包围寄树树干并向下扩展延伸，直到根系伸入地下生成正常根系。（根据种属的不同，会形成板状根或其它根系形态）
- 绞杀：形成完整根系后，从土壤中吸收养分后生长加快，网状根膨大并愈合为网状茎，“寄树”植物则被绞杀致死，或通过其发达的根系阻断、侵占“寄树”的养份传输，从而导致“寄树”植物死亡。

## 圖集

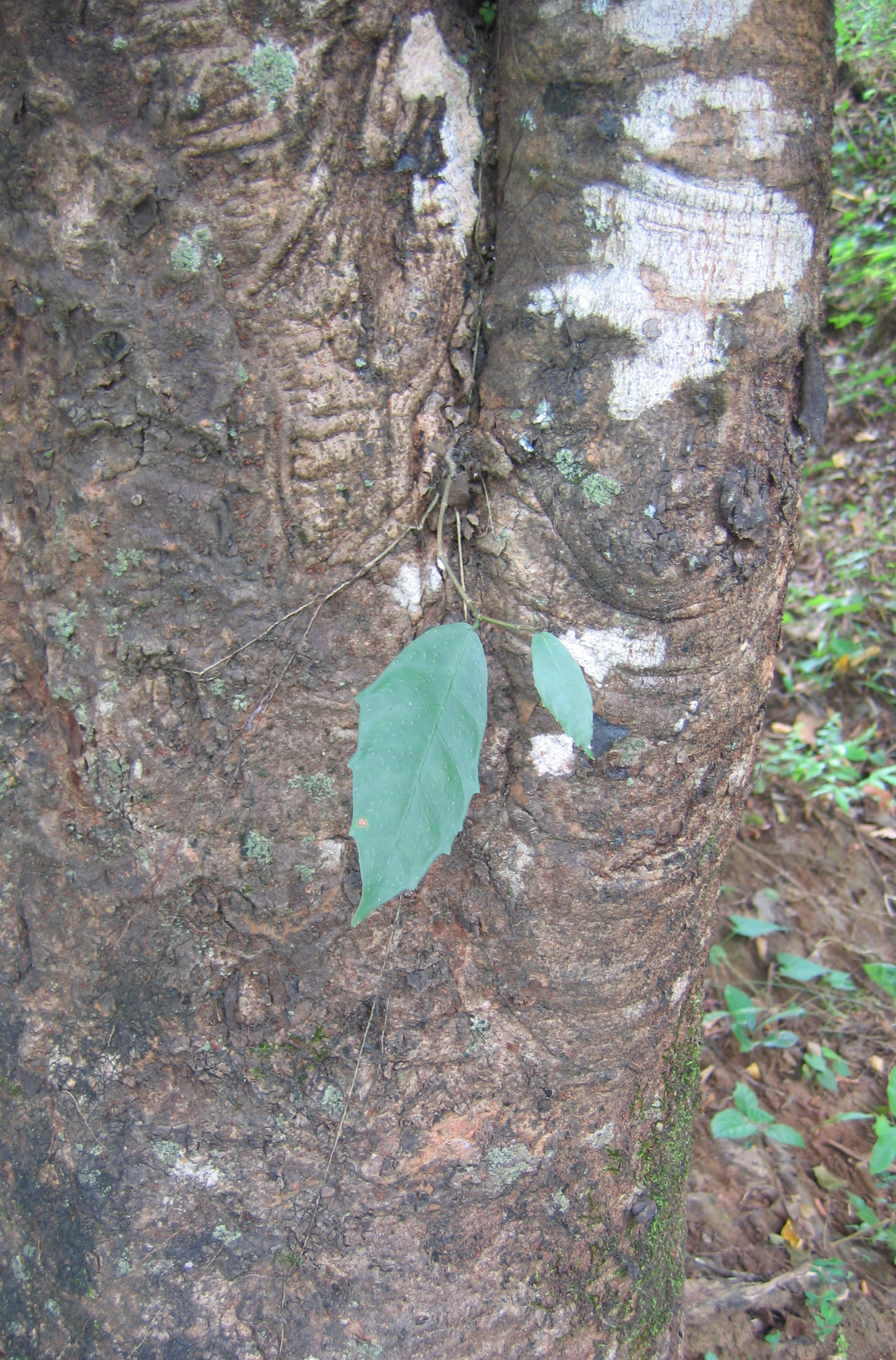
一棵殺手榕樹苗開始在這棵樹生長。可見此樹苗的根。
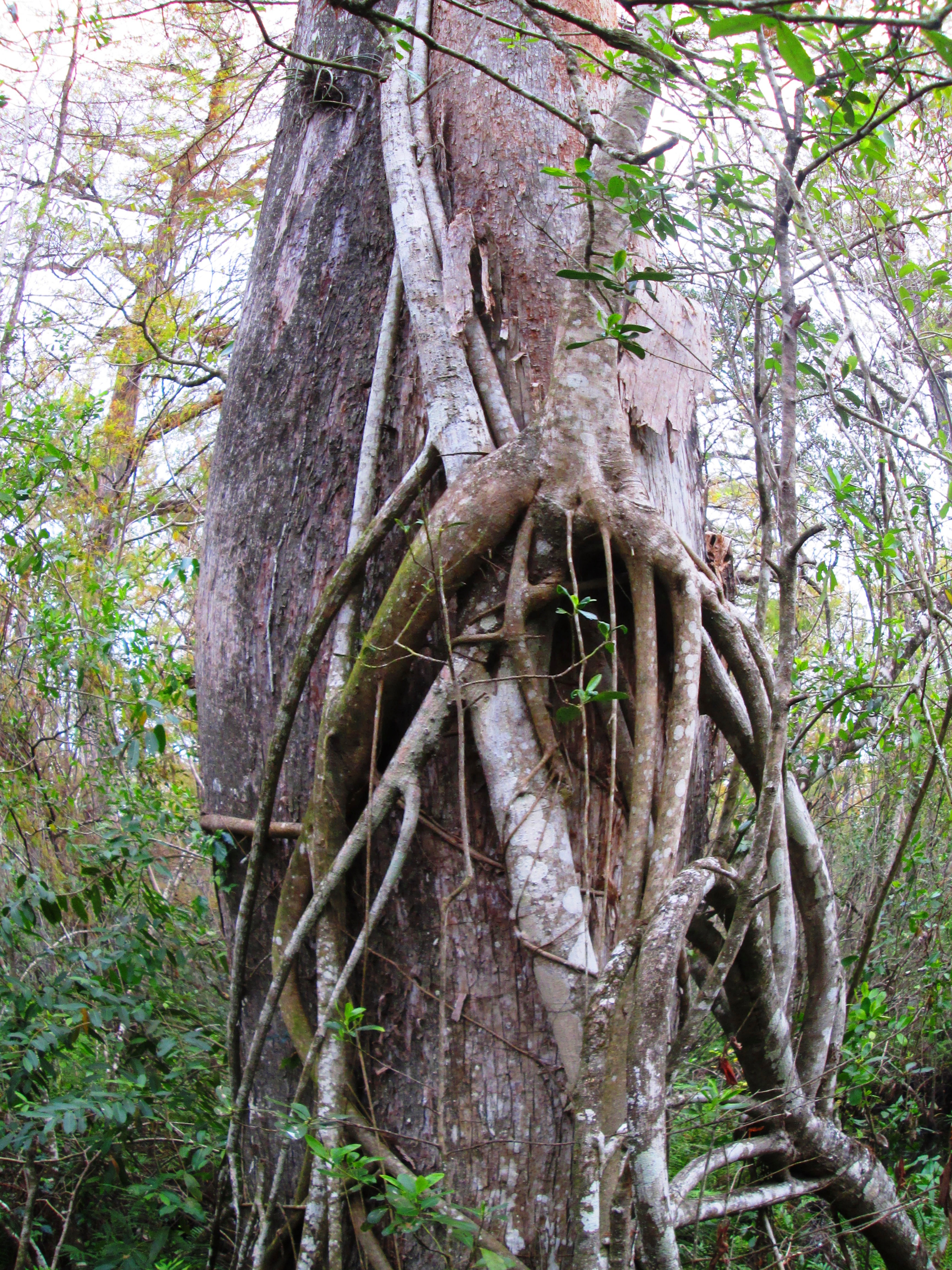
落羽杉樹幹被殺手樹的樹根包圍。
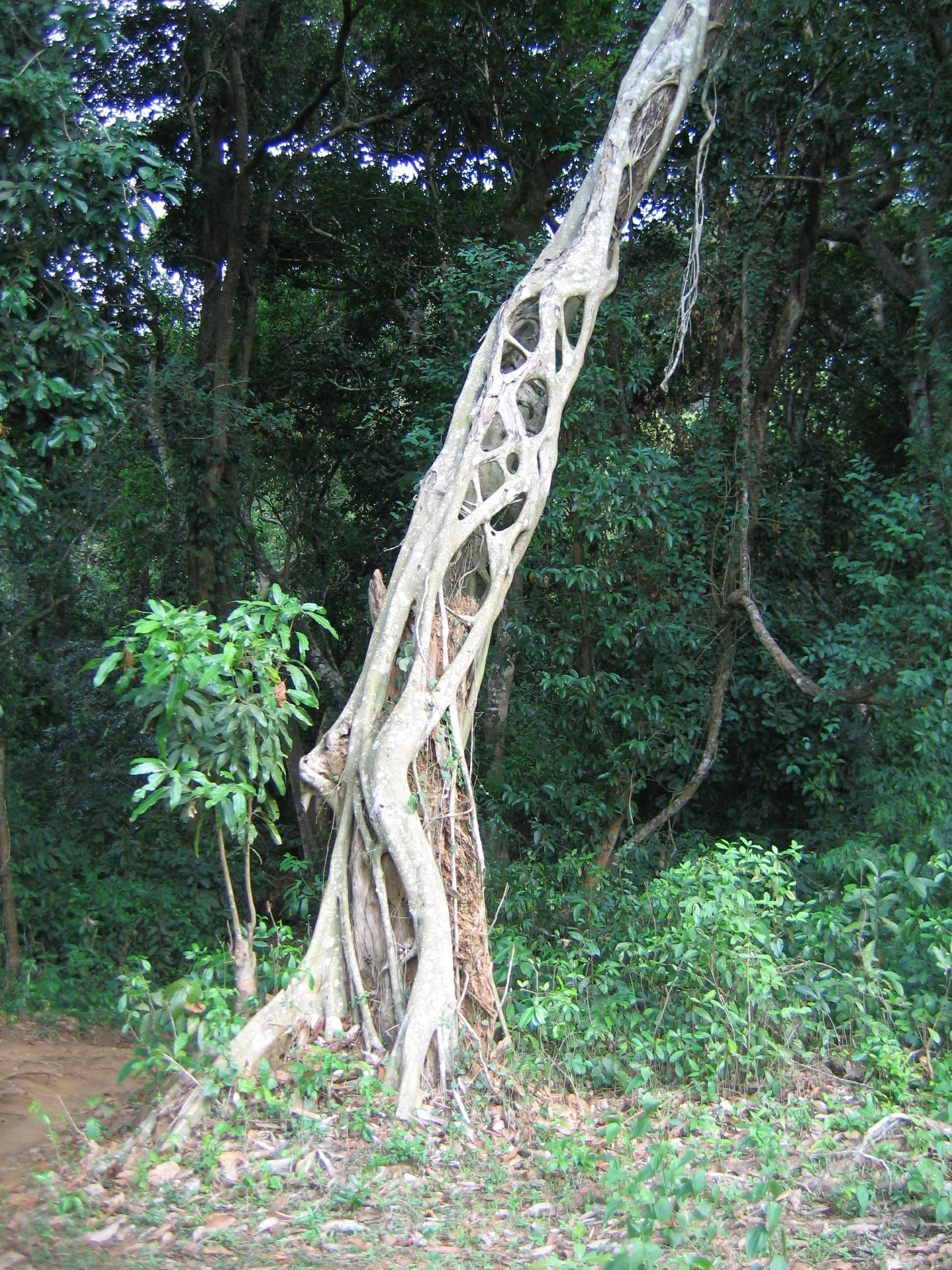
一棵殺手榕。圖中可看到現已枯死的宿主樹。 照片來自於印度Kannavam森林。

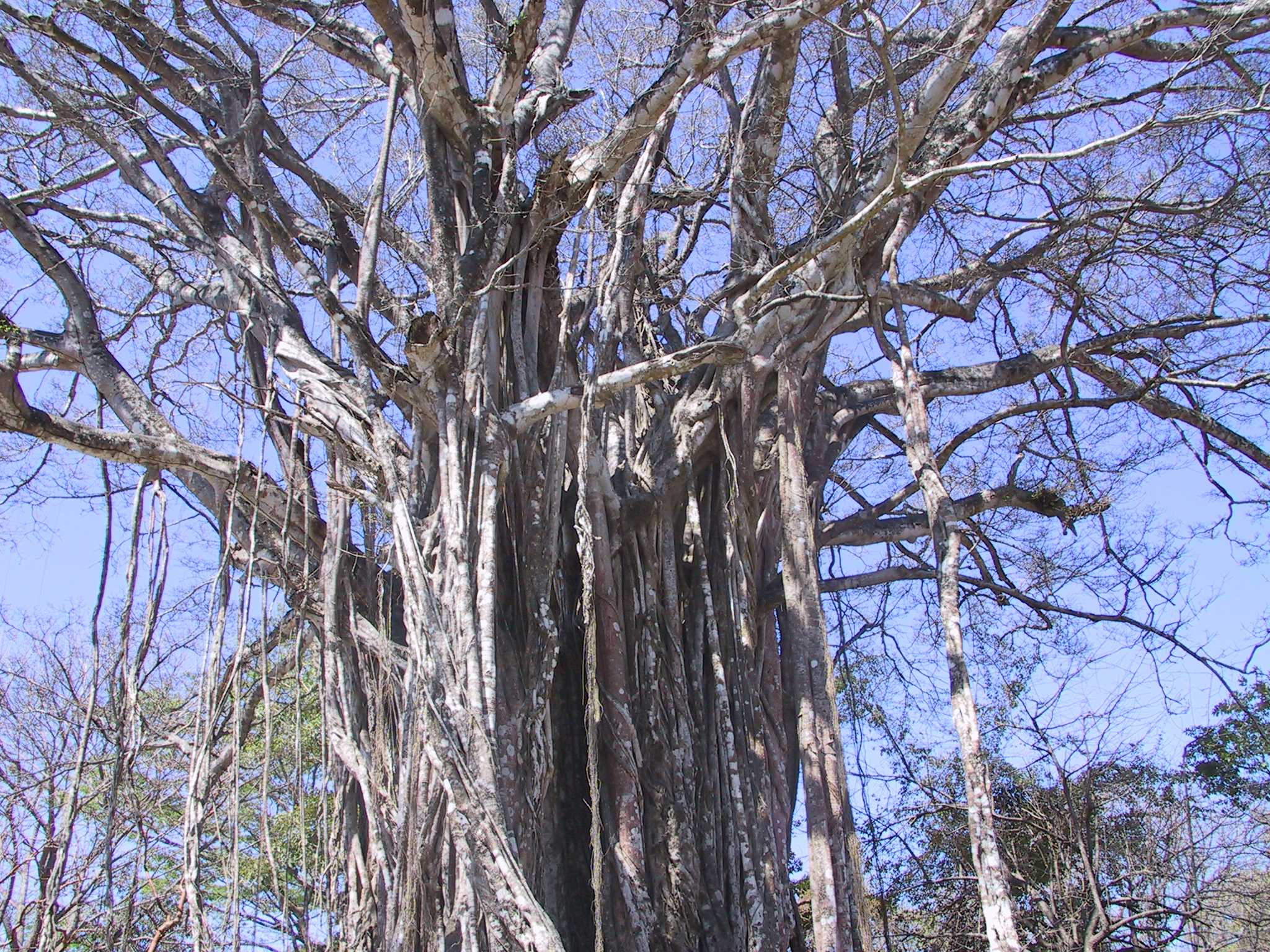
處於最後生長階段的老殺手樹。哥斯大黎加, 太平洋側。
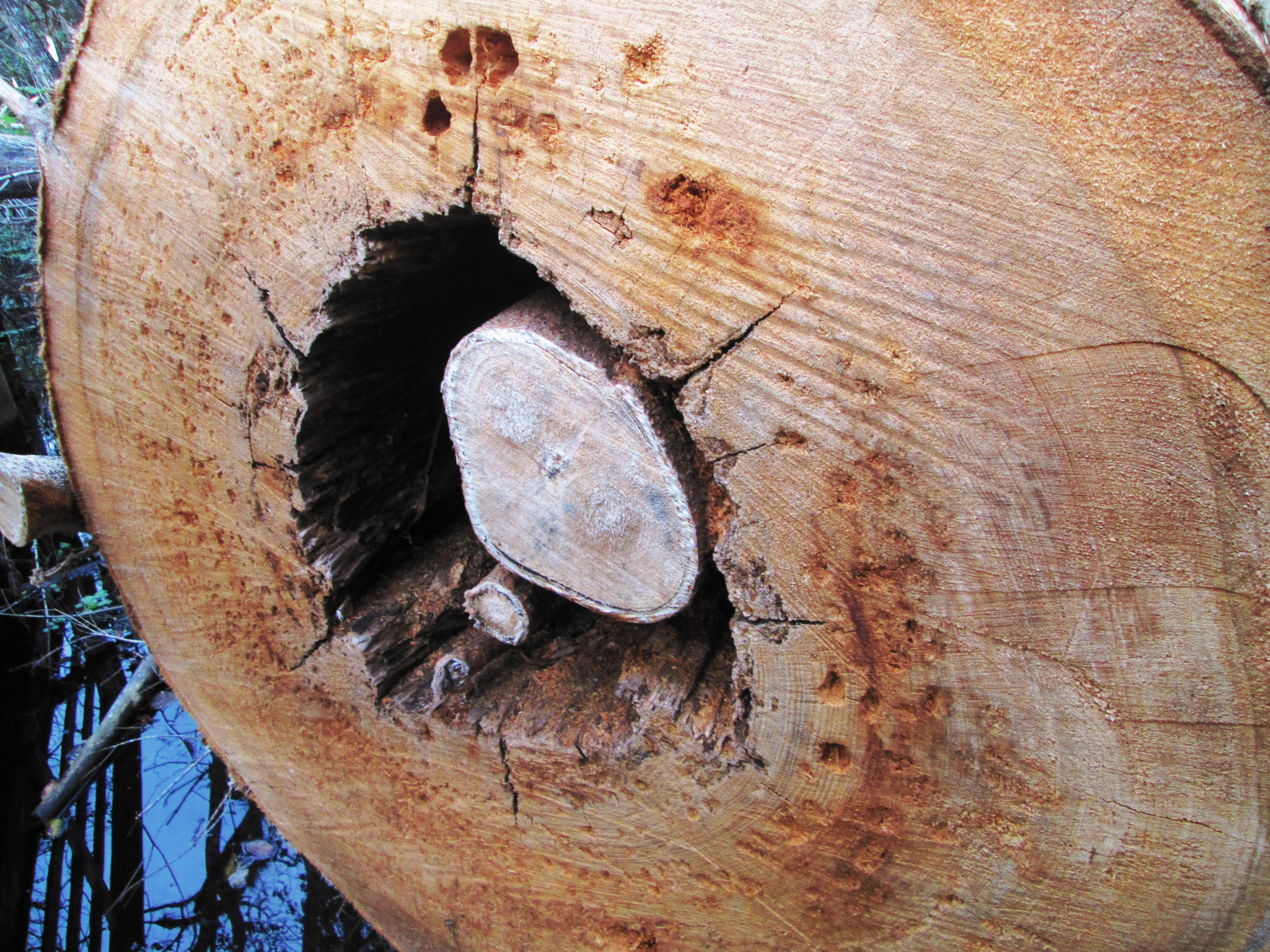
螺旋沼泽保护区裡的一顆落羽杉橫截面，顯示著裡面殺手樹的根
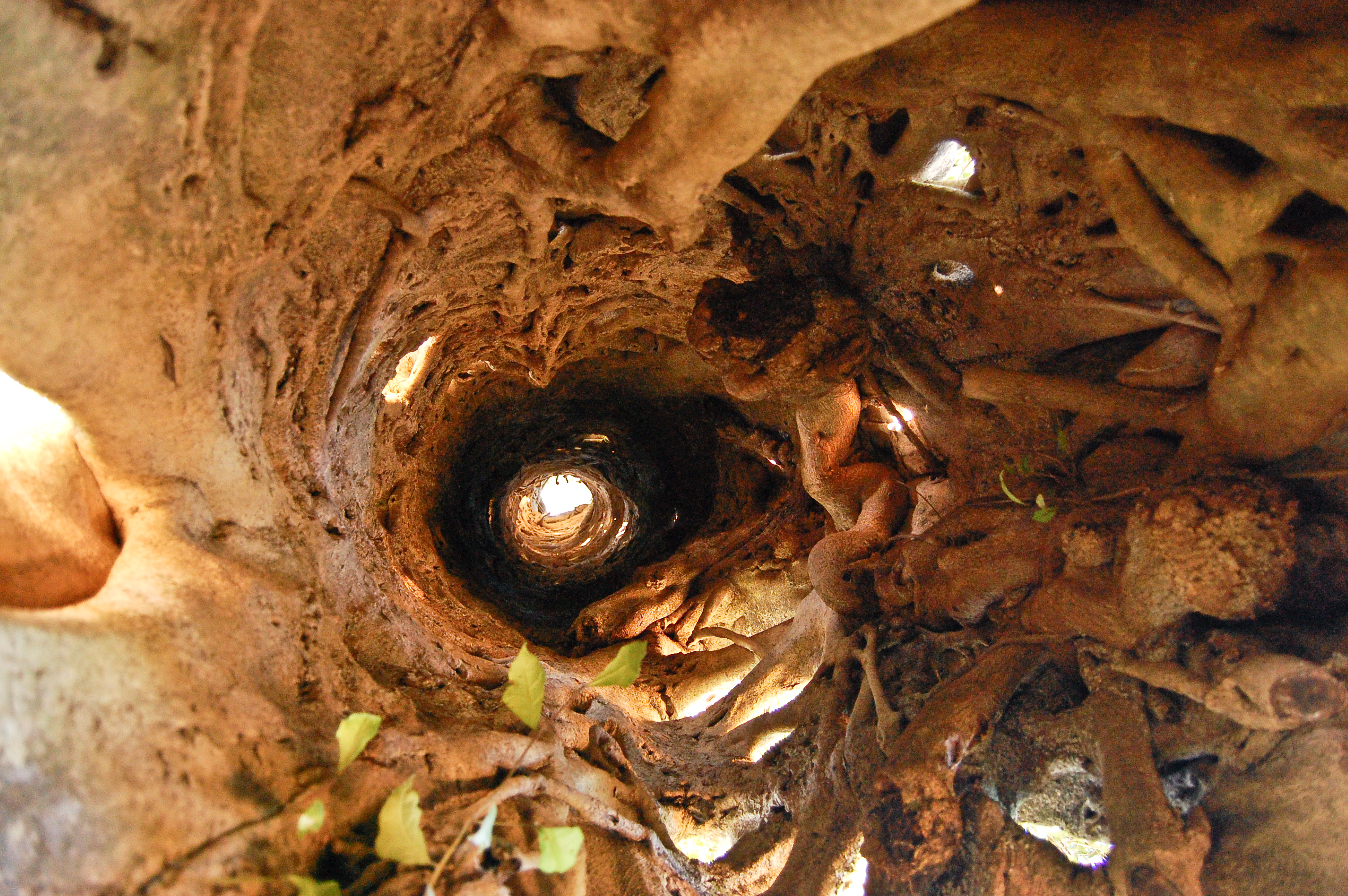
中央樹死後由殺手樹形成的圓筒樹。 從上面的這張照片中可以看出，這棵樹是空心的。

## 參看
- 石牆樹
- 半附生植物（英语：hemiepiphytic）

## 外部連結
- The Tropical Rain Forest （页面存档备份，存于）, including photos of strangler figs
- The Queen of Trees: Fig Trees – From the Sacred to the Strangler （页面存档备份，存于）
- Being strangled may save this tree’s life （页面存档备份，存于）